# ヨコワミドロ目
ヨコワミドロ目（Sphaeropleales）は、代表種としてヨコワミドロを含むような緑藻植物門緑藻綱の目の一つである。従来は、糸状体のヨコワミドロ科のみを含めたが、近年の微細構造などをもとにした分類体系では、アミミドロ科やセネデスムス科を同一目内に含めるように変更されている。

## 新しい分類
近年の緑藻分類では鞭毛構造がより重要視される。ヨコワミドロ目は2本の鞭毛の軸線が同一平面内にあることが特徴的（直線型配列と呼ばれる）で、他目と区別される。ヨコワミドロ目は、緑藻綱内の5分類のうちのひとつである。

## 下位分類
ヨコワミドロ目 Sphaeropleales
- ヨコワミドロ科 Sphaeropleaceae
- アミミドロ科 Hydrodictyaceae：アミミドロ、クンショウモ
- セネデスムス科 Scenedesmaceae：セネデスムス（イカダモ）
- セレナスツルム科 Selenastraceae
- ネオクロリス科 Neochloridaceae